# Poszawsze
Poszawsze (lit. Pašiaušė), wieś na Litwie, na Żmudzi, nad Szawszą, w okręgu szawelskim, w rejonie kielmskim, w gminie Cytowiany, 30 km na południowy wschód od Szawli.

## Zabytki
- Dwór Witkiewiczów[1].

## Urodzeni
- Jan Prosper Witkiewicz - urodził się w 1808 r. w Poszawszu, polski dyplomata i poliglota,
- Stanisław Witkiewicz - urodził się w 1851 r. w Poszawszu, polski malarz, architekt, pisarz i teoretyk sztuki.